# King of the Beach
| Оценки критиков | Оценки критиков |
| Источник        | Оценка          |
| --------------- | --------------- |
| Allmusic        | [ 1 ]           |

«King of the Beach» (прибл. рус. Король пляжа) — шестнадцатый студийный альбом Криса Ри, выпущенный в 2000 году.

## Список композиций
Слова и музыка всех песен — Криса Ри.
| №   | Название                      | Длительность |
| --- | ----------------------------- | ------------ |
| 1.  | «King of the Beach»           | 5:00         |
| 2.  | «All Summer Long»             | 5:14         |
| 3.  | «Sail Away»                   | 4:48         |
| 4.  | «Still Beautiful»             | 4:10         |
| 5.  | «The Bones of Angels»         | 4:15         |
| 6.  | «Guitar Street»               | 4:42         |
| 7.  | «Who Do You Love»             | 4:52         |
| 8.  | «The Memory of a Good Friend» | 3:55         |
| 9.  | «Sandwriting»                 | 5:08         |
| 10. | «Tamatave»                    | 5:17         |
| 11. | «God Gave Me an Angel»        | 2:59         |
| 12. | «Waiting for a Blue Sky»      | 5:02         |

| №   | Название      | Длительность |
| --- | ------------- | ------------ |
| 13. | «Mississippi» | 4:29         |

## Над альбомом работали
- Крис Ри — вокал, гитара, бас-гитара, клавишные, орган Хаммонда, программирование ударных, продюсер
- Макс Миддлтон[англ.] — родес (композиции: 1, 3, 4, 7, 9, 12)
- Пит Вингфилд — орган Хаммонда (композиции: 2, 3, 5, 6, 7, 10, 12)
- Мартин Дитчэм[англ.] — ударные, ударная установка (композиции: 1-9, 12)
- Джули Айзек — бэк-вокал (композиции 2 и 5)
- Дебби Лонгуорт — бэк-вокал (композиции 2 и 5)
- Нил Эмор — инженер
- Арун Чакраверти — мастеринг
- Томми Уиллис — координация
- Джон Ноулз — менеджмент
- Peacock — дизайн, иллюстрации
- Джон Миллер — обложка диска

## Чарты
| Чарты (2001) | Место |
| ------------ | ----- |
| Польша       | 34    |